# Enyo taedium
Enyo taedium Schaus, 1890 è un lepidottero appartenente alla famiglia Sphingidae, diffuso in America Centrale e Meridionale.

## Descrizione

### Adulto
È una delle quattro specie di Enyo in cui, nel maschio, si nota l'organo androconiale nell'ala anteriore; la forma e la nervatura dell'ala anteriore ricordano da vicino E. gorgon, ma con alcune differenze: l'organo androconiale risulta più stretto, la costa è meno convessa, m1-m2 ed m2-m3 appaiono entrambe diritte, l'angolo inferiore della cellula discoidale è ottuso e situato in posizione più prossimale rispetto all'angolo superiore, m3-cu1a ha circa il doppio della lunghezza di m2-m3, e infine M2 è curva alla base.

Il colore di fondo dell'ala anteriore è rossastro bruno, attraversato da diverse bande ondulate più scure. L'apice alare risulta alquanto più scuro, tranne che per una campitura chiara situata al centro del margine esterno, e che va curvando verso l'interno. Il margine costale, in prossimità dell'apice, presenta una piccola macchia triangolare scura. La pagina inferiore è brunastra, grigia lungo il margine esterno, con due linee ondulate marroncine che attraversano l'ala a livello della cellula discoidale.

Anche l'ala posteriore ricorda molto quella di E. gorgon, ma con un colore di fondo più uniforme, mancando qui la separazione tra la metà anteriore più pallida e quella posteriore più scura, nonché la macchia postmediana triangolare. È presente inoltre una linea ondulata submarginale brunastra.

Nella femmina, la pagina superiore dell'ala anteriore è pressoché identica a quella di E. gorgon, con la linea antimediana un po' più convessa rispetto a 1A+2A.

Il corpo appare più corto e meno affusolato di quello di E. gorgon. Il capo è bruno-rossastro ed il torace appare bruno, con una traccia più scura che attraversa i patagia.

Il genitale maschile è anch'esso simile a quello di E. gorgon, ma con il processo apicale dell'uncus un po' più corto e più diritto.

L'apertura alare è circa di 57 mm.

### Larva
Il bruco è verdastro, con il capo largo e appiattito, relativamente piccolo rispetto alle dimensioni del corpo. Il cornetto caudale si riduce via via che gli stadi di sviluppo larvale si susseguono.

### Pupa
Le crisalidi appaiono scure e lucide, con un cremaster sviluppato e appuntito; si rinvengono entro bozzoli posti a scarsa profondità nel sottobosco.

## Distribuzione e habitat

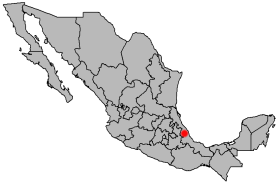
Localizzazione geografica della città messicana di Jalapa, locus typicus di Enyo taedium taedium

L'areale di questa specie è di tipo neotropicale, comprendendo Belize (Distretto di Cayo), Brasile, Colombia, Costa Rica, Ecuador, Messico (locus typicus: Jalapa), Panama, Venezuela (Aragua).
L'habitat è rappresentato da foreste tropicali e sub-tropicali, dal livello del mare fino a oltre 1500 metri di altitudine.

## Biologia

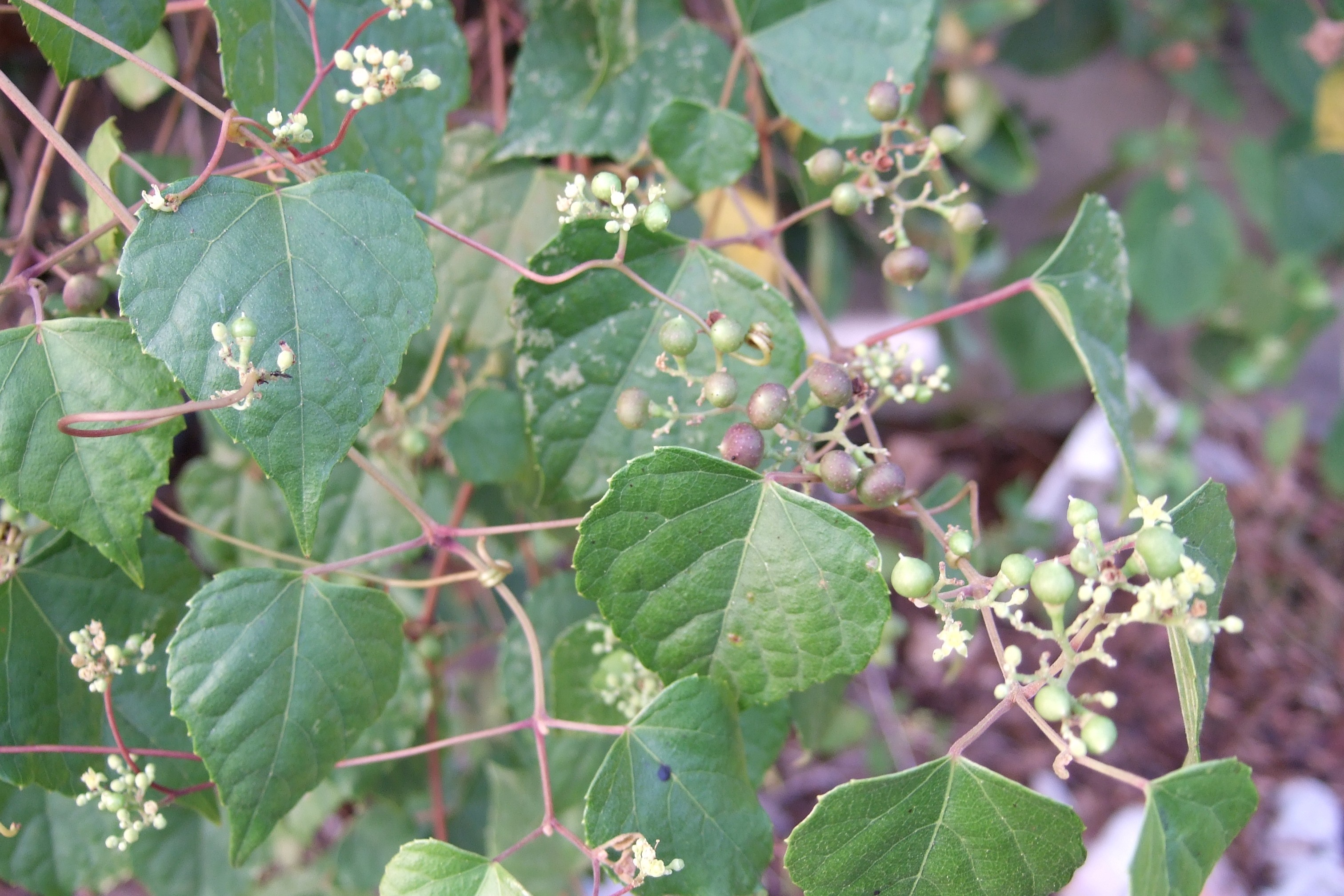
Ampelopsis brevipedunculata

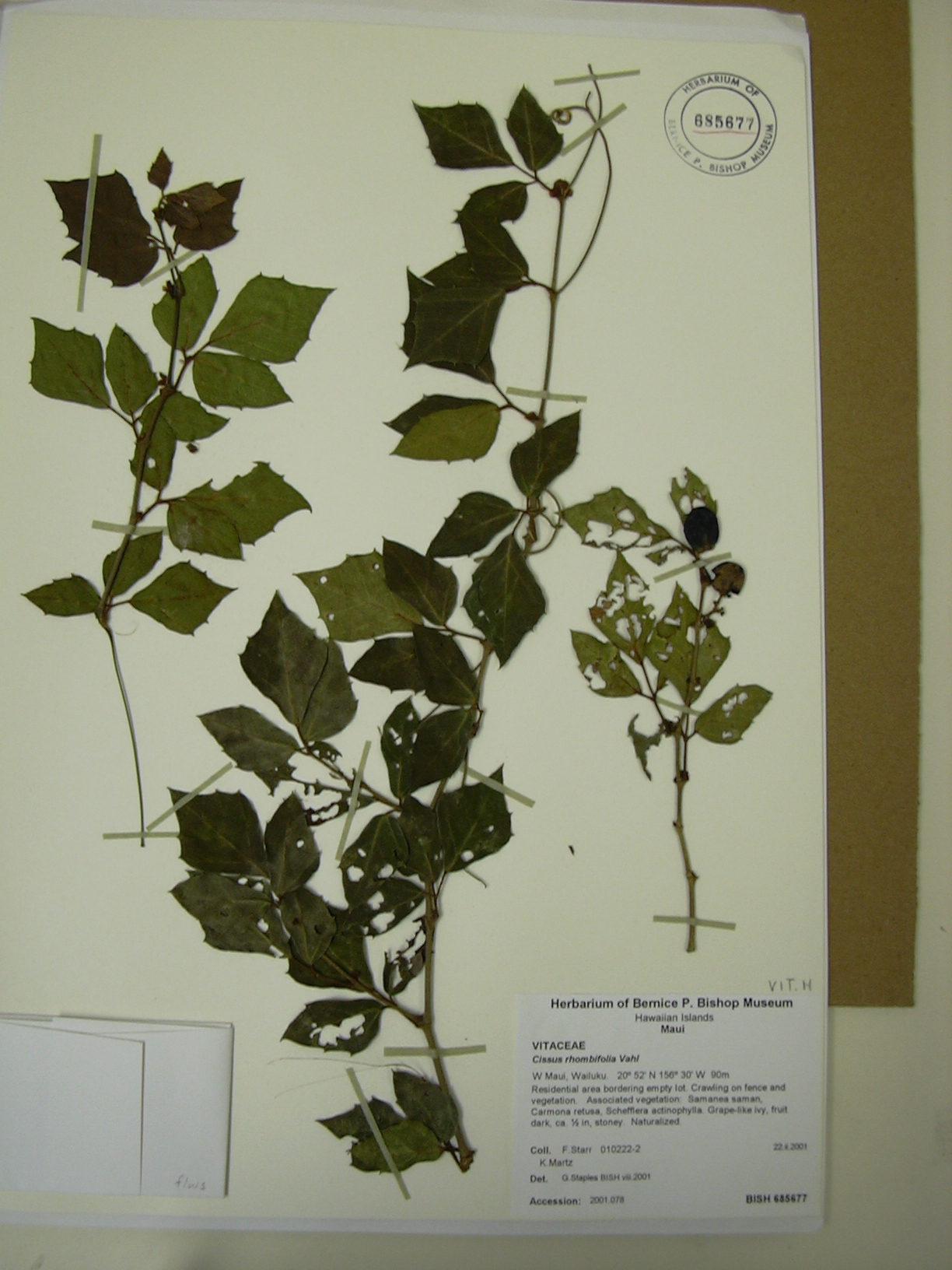
Cissus rhombifolia

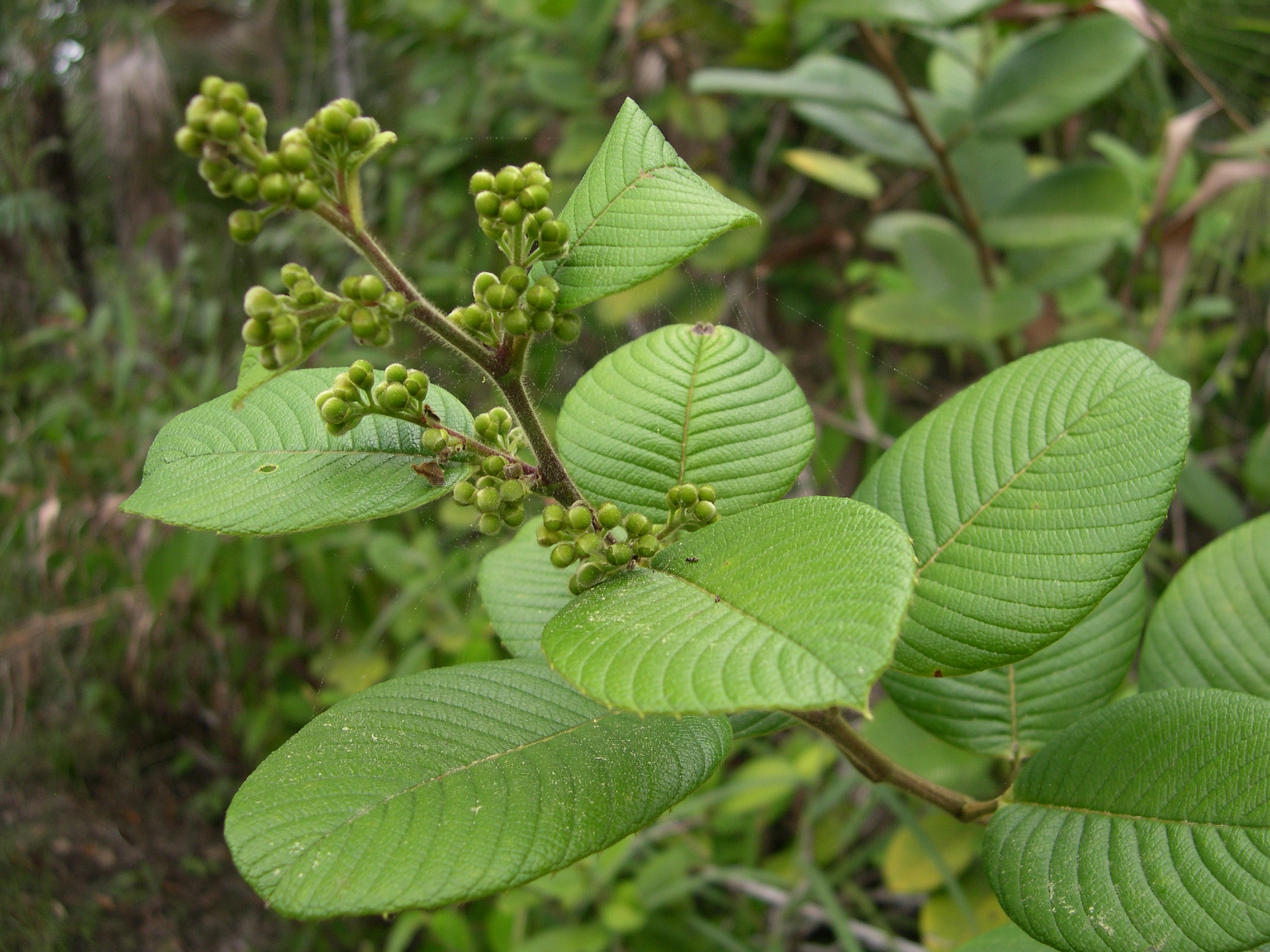
Foglie e infiorescenze di Curatella americana

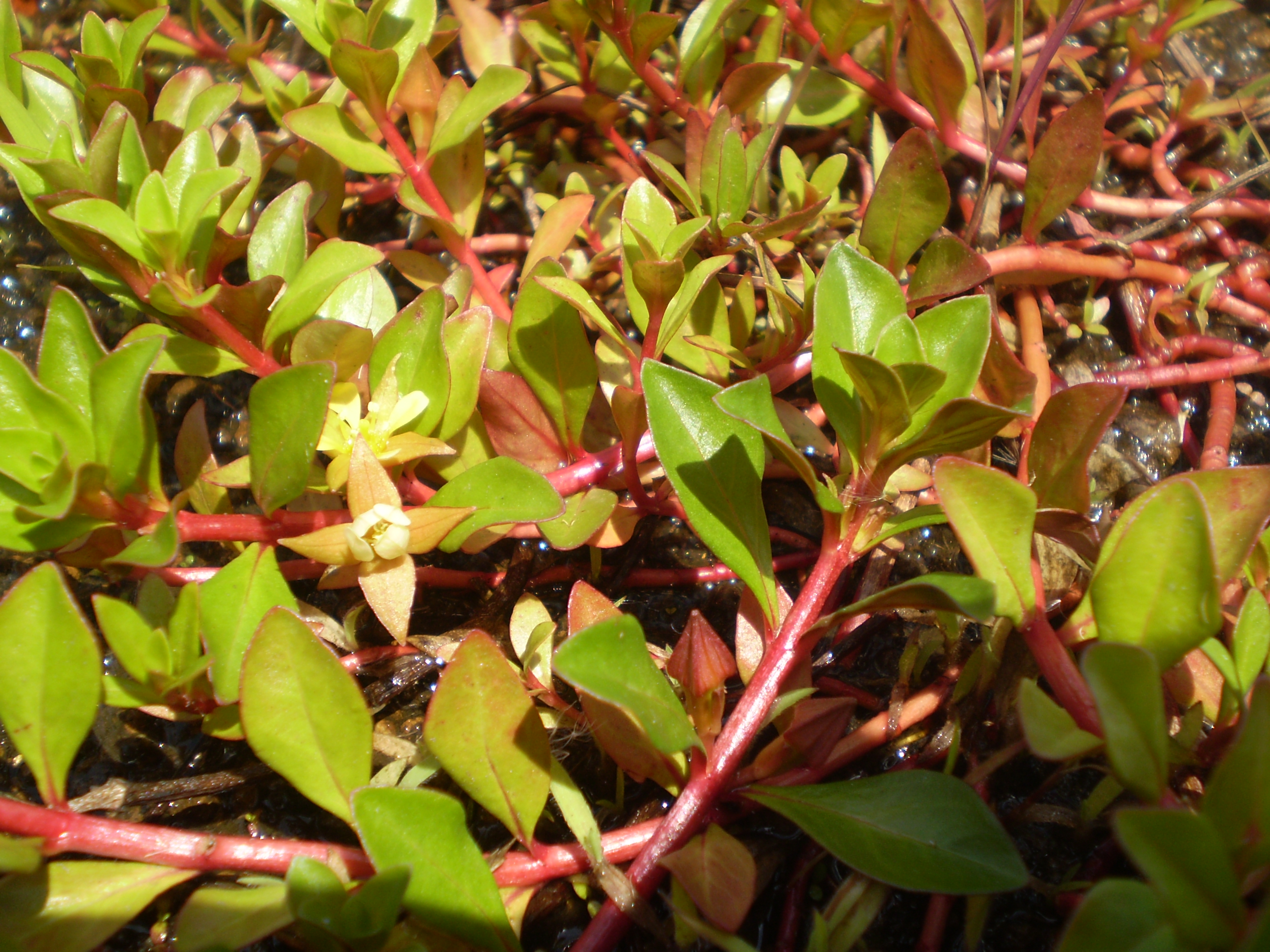
Ludwigia repens

Durante l'accoppiamento, le femmine richiamano i maschi grazie ad un feromone rilasciato da una ghiandola, posta all'estremità addominale.

### Periodo di volo
Gli adulti di questa specie volano a maggio in Costa Rica e sono tra le specie meno frequenti in questa zona.

### Alimentazione
Gli adulti suggono il nettare di fiori di varie specie.
I bruchi attaccano le foglie di membri di diverse famiglie, come per esempio:
- Ampelopsis spp. Michx. (Vitaceae)
- Cissus rhombifolia Vahl (Roicisso) (Vitaceae)
- Curatella americana L. (Dilleniaceae)
- Doliocarpus multiflorus Standl. (Dilleniaceae)
- Ludwigia spp. L. (Onagraceae)
- Tetracera hydrophila Triana and Planch. (Dilleniaceae)
- Tetracera volubilis L. (Dilleniaceae)
- Vitis tiliifolia Humb. & Bonpl. ex Schult (Vitaceae)

## Tassonomia

### Sottospecie
Al momento sono riconosciute due sottospecie:
- Enyo taedium taedium Schaus, 1890 - Ent. Amer.. 6: 19 - Locus typicus: Jalapa[1][3][4][6]
- Enyo taedium australis (Rothschild & Jordan, 1903) - Novit. zool.. 9 (suppl.): 407 - Locus typicus: Brasile, Rio de Janeiro, Petrópolis[5][6][7][8]
  - Sinonimo omotipico: Epistor taedium australis Rothschild & Jordan, 1903[8]

In E. t. australis, nell'ala anteriore, la venatura m2-m3 ha una lunghezza pari a meno di un terzo di m3-cu1a, la celluna discoidale è più ristretta, e la mezzaluna chiara è marroncina e più nettamente definita.

### Sinonimi
È stato riportato un solo sinonimo:
- Epistor taedium reconditus Kernbach, 1957 (Sinonimo eterotipico)